# Резолюция Совета Безопасности ООН 63
В Резолюции 63 Совета Безопасности Организации Объединённых Наций, принятой 24 декабря 1948 года на основании доклада Комитета добрых услуг о возобновлении военных действий в войне за независимость Индонезии между силами Нидерландов и Индонезийской республики и о захвате президента республики и других политических заключенных, Совет призвал стороны прекратить военные действия и освободить заключенных, захваченных после 18 декабря 1948 года. Совет поручил Комитету добрых услуг доложить о событиях, которые произошли с 12 декабря 1948 года, и доложить Совету о выполнении его требований противоборствующими сторонами.
Резолюция была принята семью голосами при четырёх воздержавшихся (Бельгия, Франция, Украинская ССР и СССР).
Резолюция была принята после возобновления военных действий Нидерландами и захвата столицы республики Джакарта 19 декабря 1948 года. Операция голландцев началась во время действия Ренвильского соглашения о прекращении огня и о проведении переговоров между противоборствующими сторонами. Нидерланды начали военные действия, надеясь на то что силы республики ослабли после произошедшего Мадиунского мятежа в сентябре 1948 года.